# Slavinden
Slavinden er en amerikansk stumfilm fra 1917 af Hugh Ford.

## Medvirkende
- Pauline Frederick – Ramona
- Thomas Meighan – John Barton
- Al Hart – Firebrand
- Ruby Hoffman – Anna
- Wellington A. Playter – Joe